# 마호라가
마호라가(산스크리트어: महोरग) 또는 마후라가(摩睺羅迦)는 힌두교, 불교, 자이나교 신화의 종족이다. 그들은 나가와 마찬가지로 그들은 종종 허리 아래부터 뱀 같은 몸을 가진 의인화된 존재로 묘사된다. 그러나 그들의 외모는 예술적 전통에 따라 다를 수 있으며 때로는 인간의 몸에 뱀 머리를 가지고 있다.

## 불교

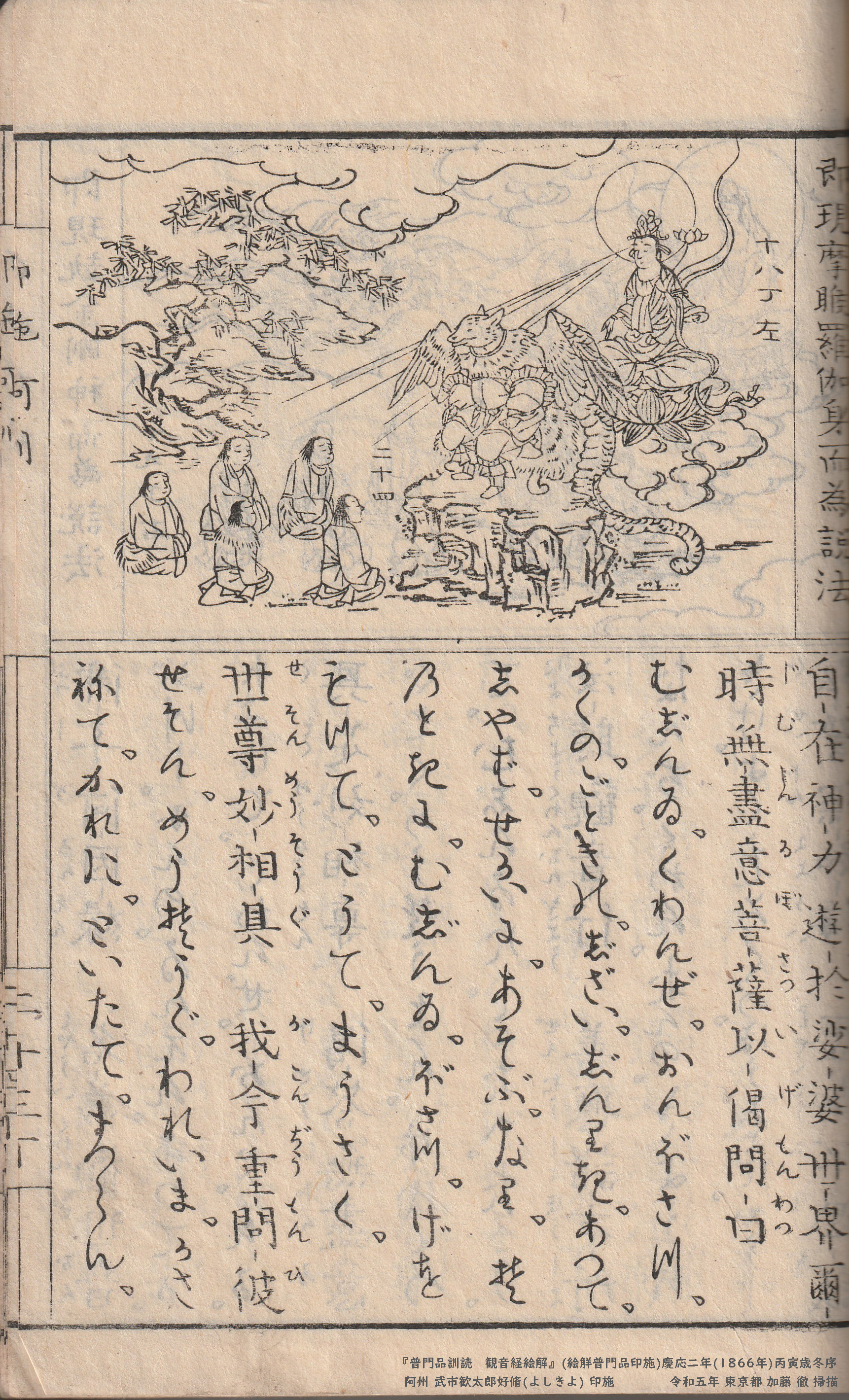
1866년 일본 책의 삽화. 이 장면에서 관음보살의 화신인 마후라가는 사람들에게 설법을 하고 있다.

마호라가는 불법을 보호한다고 알려진 팔부신중 중 하나이다. 그들은 옆으로 누워 지구를 회전시키는 거대한 지하 뱀으로 묘사되며, 때때로 지진을 일으킨다.
킨나라와 마찬가지로 마호라가도 음악과 관련이 있다. 마호라가는 나가와 비슷하게 묘사되지만, 비단뱀과 같은 큰 뱀과 관련이 있는 것으로 이해되는 반면, 나가는 코브라와 더 밀접한 관련이 있다.
사리불문경에 따르면, 사람은 분노하는 경향이 있으면서도 보시를 실천하고 불법을 옹호한 결과 마호라가로 환생한다.